# Leena Puranen
Leena Puranen, född 16 oktober 1986, är en finländsk fotbollsspelare och anfallare som spelar i Damallsvenskan och Jitex BK. Hon har tidigare spelat för FC Ilves, FC United Jakobstad och HJK Helsingfors i Naisten Liiga, samt KIF Örebro DFF och Hammarby IF DFF i den svenska ligan.
Sedan 2007 spelar Puranen i det finska landslaget. 2009 missade hon EM i Finland på grund av skada.